# Alexandrina Cantacuzino
Alexandrina Cantacuzino (1876-1944) fue una activista feminista, diplomática, y política rumana.

## Biografía

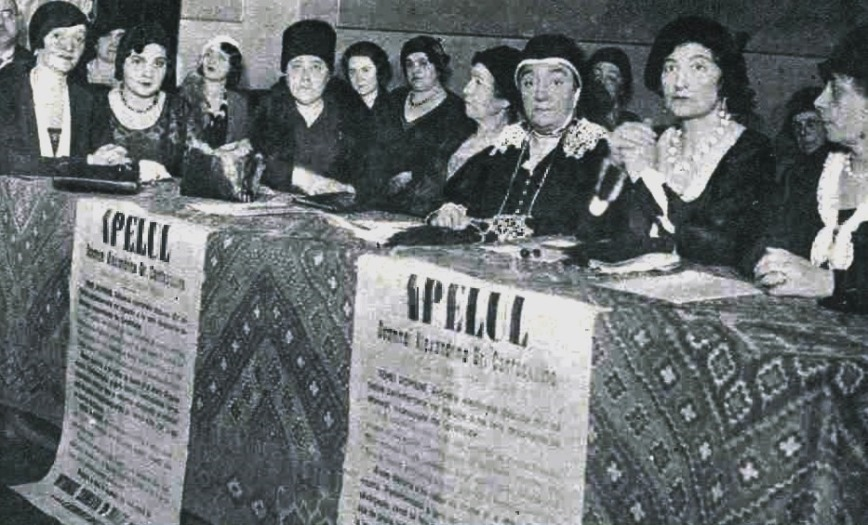
Congreso feminista en Bucarest en 1932 (Cantacuzino es la tercera por la derecha de la primera fila).

Alexandrina Pallady nació en Ciocăneşti, Principado de Rumanía, el 20 de septiembre de 1876 en seno de una familia de la nobleza boyarda; contrajo matrimonio en 1899 con el político conservador Grigore G. Cantacuzino.
Fundadora de la Societatea Ortodoxă Națională a Femeilor Române («Sociedad Ortodoxa Nacional de las Mujeres Rumanas») en 1916, fue presidenta de esta. Fue líder y fundadora del Gruparea națională a femeilor române («Grupo Nacional de Mujeres Rumanas»), organización fundada en 1929 y que buscaba la emancipación política femenina. Estuvo vinculada a varias organizaciones supranacionales como el Consejo Internacional de Mujeres, la Alianza Internacional de Mujeres o la Sociedad de las Naciones. Durante el período de entreguerras se mostraría atraída por el autoritarismo, el fascismo y el racismo, y acabó apoyando al régimen del Estado Nacional Legionario. Ya desde 1933 pedía una reforma constitucional en una línea corporativa.
Falleció en 1944.